# Почтовый музей Княжества Лихтенштейн
Почтовый музей Княжества Лихтенштейн (нем. Postmuseum des Fürstentums Liechtenstein) — музей, расположенный в столице Лихтенштейна, Вадуце, и посвящённый истории почты и почтовых марок этого княжества.

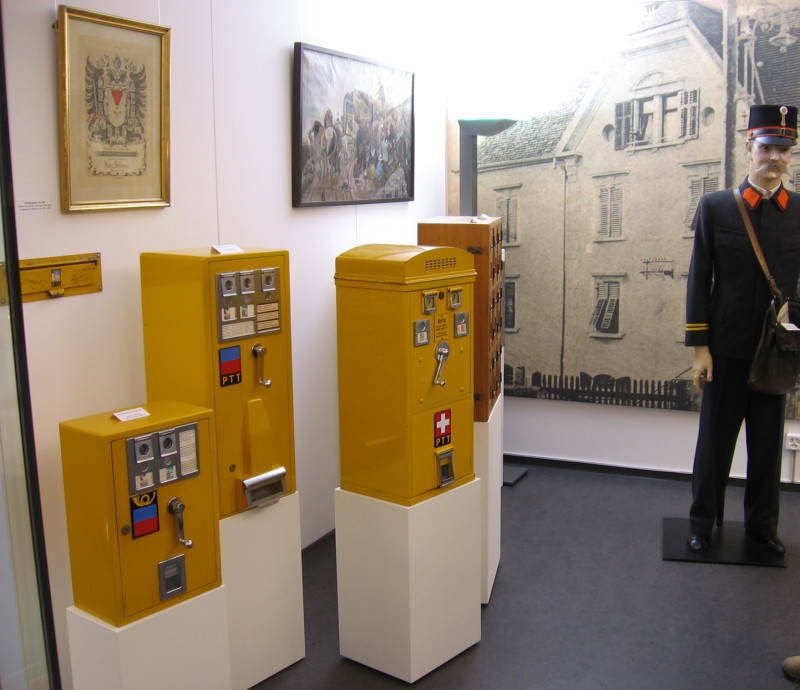
Часть экспозиции музея

## История
Почтовый музей был основан в 1930 году с целью сохранения документов по истории местной почты и филателистического материала, выпускаемого в Лихтенштейне. Собрание было открыто для посетителей в 1936 году. Поменяв в течение последующих десятилетий несколько помещений, Почтовый музей с 2002 года расположен в центре Вадуца, в здании «Дом англичан». Почтовый музей административно связан с Государственным музеем Лихтенштейна.

## Экспозиция
Основой музейной коллекции являются почтовые марки, выпускаемые княжеством Лихтенштейн, начиная с 1912 года. Представлены также и их эскизы, пробные экземпляры, гравировальные инструменты и доски, печатные инструменты и пр. Здесь собраны важные документы, отражающие развитие почтовой службы в стране, а также старинные предметы, связанные с почтовой службой (униформа почтальонов, почтовые ящики прошлых лет и др.). В музее периодически проходят и временные выставки.

## Прочее
В центральной, пешеходной, зоне Вадуца (Städtle), начиная с мая 2011 года, во многих специализированных и сувенирных магазинах можно увидеть и приобрести в любом количестве лихтенштейнские почтовые марки. Увеличенные изображения 25 лихтенштейнских почтовых марок нанесены на мостовую пешеходной зоны.

Изображения почтовых марок Лихтенштейна в пешеходной зоне Вадуца
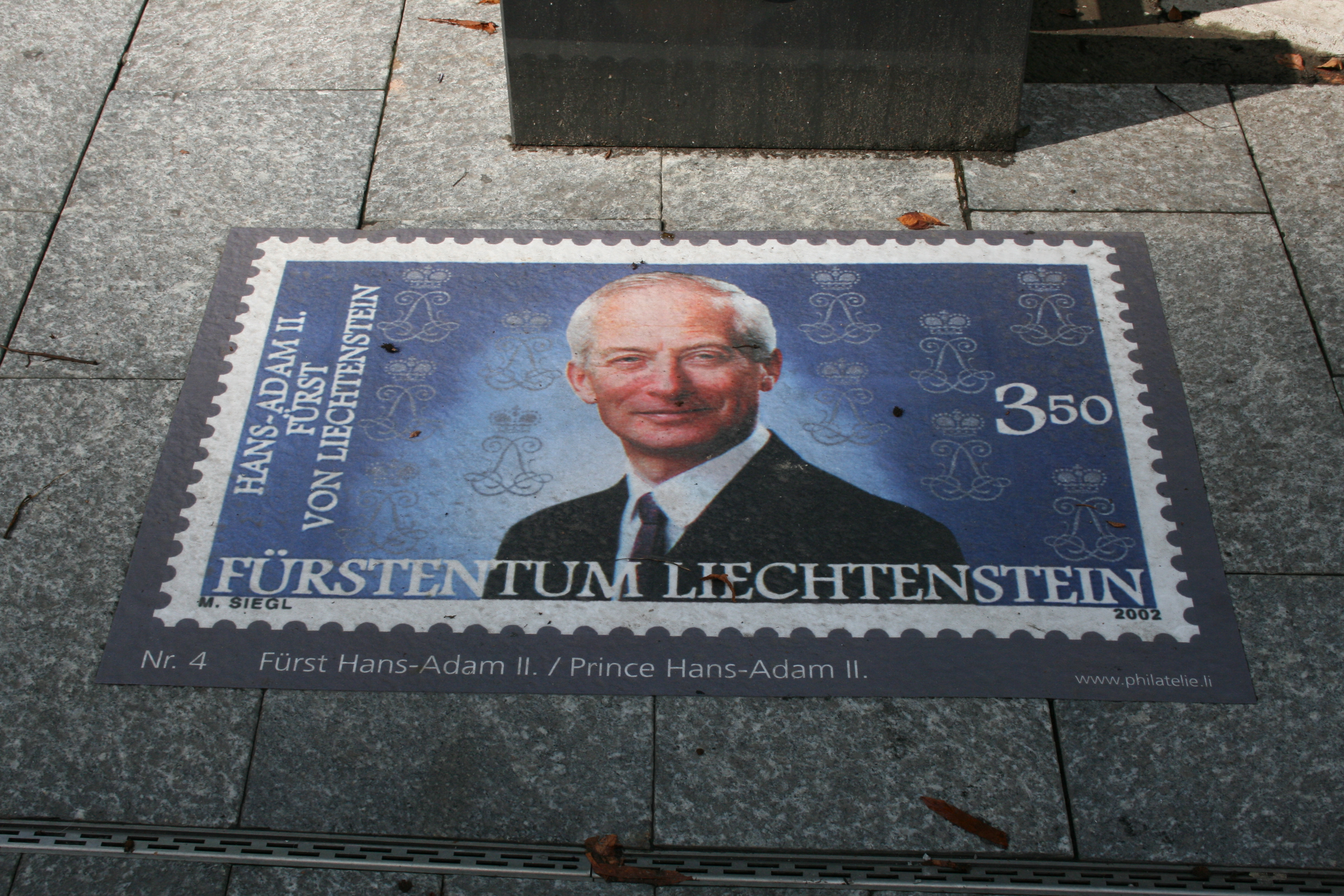